# Appenzeller (formaggio)
L'Appenzeller è un formaggio a pasta dura di latte vaccino prodotto nel cantone e nella regione di Appenzello nel nord est della Svizzera.
La caratteristica è dovuta ad una salamoia di erbe, a volte incorporante vino o sidro, applicata alle forme di formaggio che serve a conservare i sapori e la pasta interna mediante la formazione di una crosta.
Questo formaggio ha una storia documentata di almeno 700 anni. Oggi è prodotto da 75 caseifici ognuno con una differente ricetta per la composizione della salamoia, molte delle quali tenute segretissime.
Il formaggio ha colore paglierino con piccoli buchi e una crosta dorata. Ha un forte odore e un sapore di noci e di frutta, che varia da un sapore medio ad uno forte in base a quanto sia stagionato. Sono venduti tre tipi:
- "Classic". Stagionato da tre a quattro mesi. Le forme sono avvolte da un'etichetta argentata.
- "Surchoix". Stagionato da quattro a sei mesi. Etichetta dorata.[2]
- "Extra". Stagionato da sei a più mesi. Etichetta nera.